# Яромар III
Яромар III (нем. Jaromar III; до 1249 года, Рюген — 1285, Рюген) — соправитель брата, Вислава II, князя Рюгена с 1260-1268 по 1285 год, сын князя Яромара II и принцессы Эуфимии Померанской. Первое упоминание о нём в письменном источнике относится к апрелю 1249 года. В другом документе от 5 марта 1268 года о Яромаре III говорится как о соправителе брата Вислава II, князя Рюгена. Известно, что он был женат, но не оставил потомства.
Яромар III умер в 1285 году.